# 民族解放陣線—巴林
民族解放阵线—巴林（阿拉伯语：جبهة التحرير الوطني - البحرين）是巴林的一个共产主义政党，成立于1955年2月15日。
该党組織了1965年反對英國殖民的三月民族起義和1970年代初期工人運動，加速了1971年的巴林獨立進程，促成巴林第一個議會和第一部憲法（1973年）。
1970年代初，該党成為巴林最重要的政治力量。在1974年的議會選舉中，該党獲得20個選舉議席中的8個。1976年，巴林政府公然終止了憲法和議會的正常活動，并鎮壓了該党。
在2002年巴林大选中，該党的外圍组织民主进步论坛獲得众议院的3個席位。

## 外部連結
- National liberation Front - Bahrain website
- Entry in Encyclopedia of the Modern Middle East and North Africa （页面存档备份，存于）
- http://hayatblog.blogspot.com/2008/02/blog-post_15.html
- http://www.altaqadomi.com/ar-BH/ViewNews/27/19/Statements.aspx （页面存档备份，存于）